# Hans-Dietrich Loock

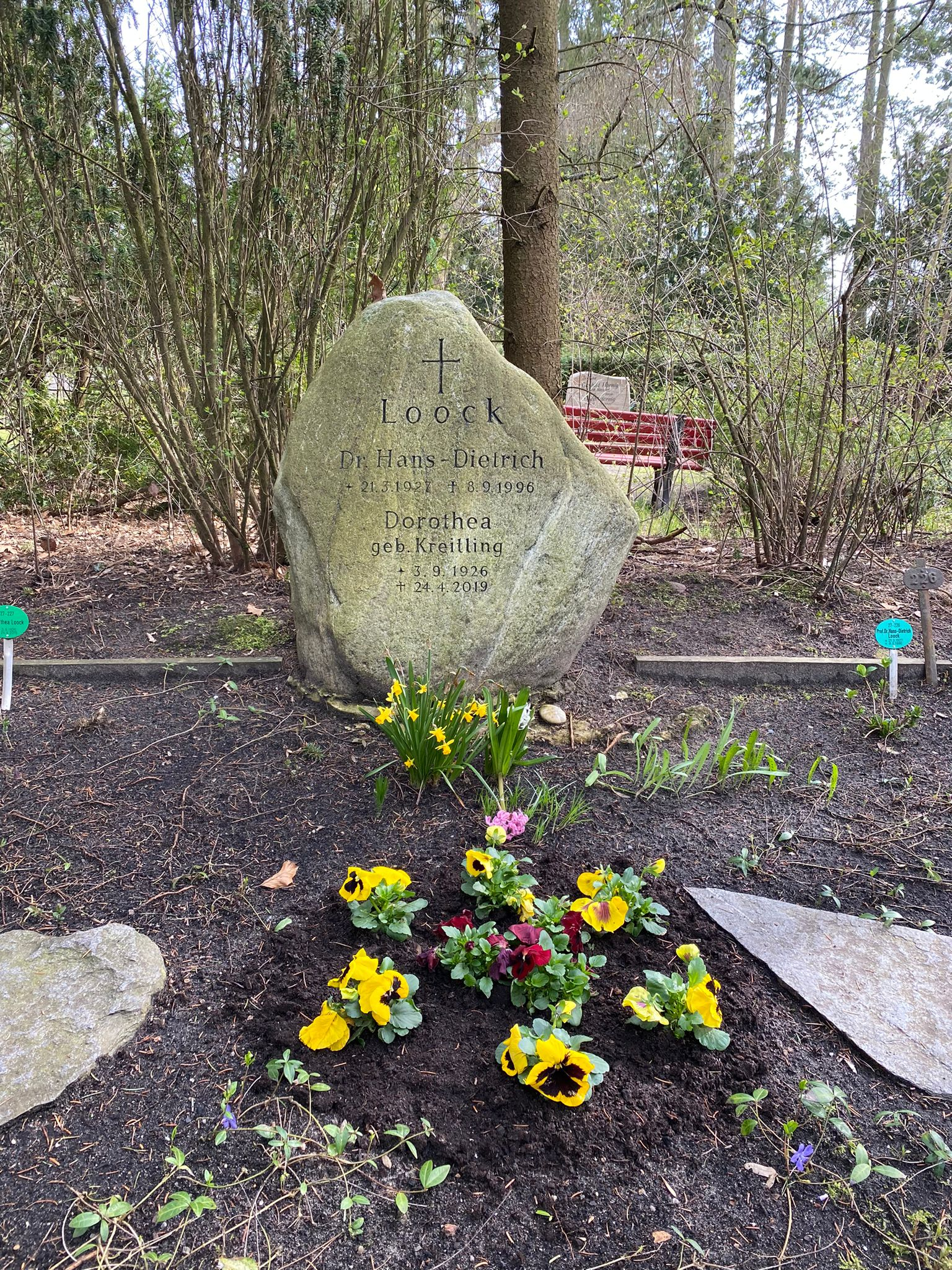
Grabstätte auf dem Parkfriedhof Lichterfelde

Hans-Dietrich Loock (* 21. März 1927 in Berlin; † 8. September 1996) war ein deutscher Historiker und Hochschullehrer.
Loock verbrachte seine Schulzeit am Humanistischen Schiller-Gymnasium Berlin-Lichterfelde. 1945 war er Neu-Lehrer im Landkreis Teltow und legte 1948 die erste Lehrerprüfung ab. Danach absolvierte er ein Studium der Geschichte und Germanistik an der Freien Universität Berlin. Loock wurde 1956 promoviert und habilitierte sich 1970 an der FU Berlin. Später war er Professor für Neuere Geschichte am Friedrich-Meinecke-Institut der Freien Universität Berlin.
Loock war Mitglied der Norwegischen Akademie der Wissenschaften. Seine Forschungsschwerpunkte waren die Geschichte Skandinaviens und die Kirchengeschichte.
Hans-Dietrich Loock wurde auf dem Parkfriedhof Lichterfelde beigesetzt.

## Schriften (Auswahl)
- Offenbarung und Geschichte. Untersuchungen am Werke Albert Haucks, Hamburg 1954.
- Quisling, Rosenberg und Terboven. Zur Vorgeschichte und Geschichte der nationalsozialistischen Revolution in Norwegen, DVA, Stuttgart 1970.
- Hrsg. mit Hagen Schulze: Parlamentarismus und Demokratie im Europa des 19. Jahrhunderts, Beck, München 1982.
- Hrsg. mit Kaspar Elm: Seelsorge und Diakonie in Berlin. Beiträge zum Verhältnis von Kirche und Großstadt im 19. und beginnenden 20. Jahrhundert, de Gruyter, Berlin 1990.